# 현명주의
현명주의(顯名主義)란 대리인이 대리행위를 함에 있어서 그 행위가 본인을 위한 것임을 표시해야 하는 것을 말한다. 즉 법률행위는 대리인이 하지만 반드시 본인의 이름으로 하여야 본인에 대하여 효력이 발생하고 대리인이 본인을 위한 것임을 표시하지 않은 경우에 그 의사표시는 대리인을 위한 것으로 본다. 다만 현명을 하지 않았어도 상대방이 대리인으로 한 것임을 알았거나 알 수 있었을 때에는 대리의 효과가 인정된다. 